# Шеко, Яков Васильевич
Яков Васильевич Шеко (1893 — 5 июня 1938) — советский военачальник, комдив (1935).

## Первая мировая и Гражданская
Родился в 1893 в деревне Еськово Краснинского уезда Смоленская губернии. Русский.
Участник Первой мировой войны, штабс-капитан.
В РККА с июня 1918. С 22 июля 1918 — помощник командира 5-го Быховского полка. С 30 августа 1918 — командир 152-го стрелкового полка. Начальник штаба 6 Дивизии Первой конной армии при Апанасенко во время польского похода в августе-сентябре 1920 г. По свидетельству Конармейского дневника И. Э. Бабеля (запись 18 августа) вместе с Апанасенко способствовал рубке пленных.

## Послевоенная служба
В 1921 году окончил Военную академию РККА. До января 1922 года — управляющий делами инспекции кавалерии РККА. С января по июль 1922 года — командир 1-й Томской кавалерийской дивизии. С ноября 1922 года — помощник начальника штаба 11-го стрелкового корпуса. С июня 1923 года — помощник командира 16-й Симбирской стрелковой дивизии. С октября 1924 года — командир и военком 20-й стрелковой дивизии. С марта 1927 года по июль 1930 года — начальник Главного штаба Монгольской Народной Армии. С сентября 1930 года — командир и военком 1-го стрелкового корпуса. С июля 1931 года — помощник командующего войсками Московского военного округа. С января 1932 года — в распоряжении наркома обороны СССР (откомандирован на должность советника при Военном министерстве Монгольской Народной Республики. С января 1936 года — командир и военком 10-й Терско-Ставропольской казачьей дивизии. С июля 1937 года — в распоряжении Управления по командно-начальствующему составу РККА.

## Арест и смерть
Арестован 10 августа 1937 сотрудниками Управления госбезопасности УНКВД по Московской области. Осуждён к ВМН 5 июня 1938 и в тот же день расстрелян. Реабилитирован 18 июля 1956.
Жена — Ольга Андриановна Шеко-Голубева (1895 г.р.) в июле 1938 года была осуждена как член семьи изменника Родины к восьми годам лагерей.

## Награды[2]
- 2 ордена Красного Знамени (29.05.1921; 22.02.1933)
- Орден Красного Знамени (МНР)[5]